# نيها
نيها (بالهندية: नेहा؛ بالإنجليزية: Neha) هي ممثلة هندية، ولدت في 18 أبريل 1975 في نانديد ‏ في الهند.

## وصلات خارجية
- نيها على موقع IMDb (الإنجليزية)
- نيها على موقع قاعدة بيانات الفيلم (الإنجليزية)